# Clausola di abrogazione espressa
La clausola di abrogazione espressa afferma che l'abrogazione di una disposizione (e delle norme da essa ricavabili) possa essere abrogata solo espressamente. È un comando con cui il legislatore impone all'interprete di applicare la norma contenente tale clausola in caso di contrasto con un'altra successiva ma di pari grado, a meno che questa non abroghi espressamente la precedente. 
Tale clausola deroga all'articolo 15 delle preleggi (disposizioni preliminari al codice civile) che regola la successione delle leggi nel tempo e individua tre "tipi" di abrogazione: quella espressa, tacita e implicita.
La clausola di abrogazione espressa deve essere considerata meramente stilistica: il legislatore infatti non può vincolare mediante fonte primaria se stesso, né i soggetti che in un momento storico esercitano il potere legislativo possono vincolare i propri successori, se non attraverso una legge costituzionale. L'abrogazione inespressa di una legge (o di una disposizione) contenente tale clausola deve ritenersi una legittima deroga del legislatore a quanto da se stesso disposto.